# Кооперативный дом совторгслужащих
Кооперативный дом совторгслужащих (дом Союза совторгслужащих) — жилой комплекс (жилмассив) в Петроградском районе Санкт-Петербурга, памятник архитектуры конструктивизма.

## Описание
Построен в 1929—1932 годах по проекту архитекторов Евгения Левинсона и Александра Соколова. В основу был положен их же проект, удостоенный в 1929 году первой премии на Всесоюзном конкурсе ЛОА. Дом совторгслужащих — ранняя постройка Левинсона и уступает по выразительности другим его работам, но именно с ней была связана вся его последующая биография: в этом доме он жил и работал с 1931 по 1968 год.
Угловой участок неправильной формы ограничен Каменноостровским проспектом (улица Красных Зорь на момент постройки), улицей Профессора Попова (Песочной), территорией, где находились зелёные насаждения, и домом 57 по проспекту. Участок занимают три корпуса. Два из них расположены вдоль проспекта и улицы, имеют 90 квартир. Третий, изогнутый, замыкая обширный двор, был обращён к полосе зелёных насаждений. В нём располагалась общественные помещения: ясли, столовая с эстрадой, контора, Красный уголок, читальня и общежитие на 74 комнаты (по другим данным, на 80 комнат). Официальный адрес комплекса — Каменноостровский проспект, 55.
Средняя часть корпуса, выходящего на проспект, была ниже боковых, но позднее её надстроили этажом с массивным аттиком, испортив тем самым композицию здания.
Кроме Левинсона в доме жили также кинорежиссёр Фридрих Эрмлер, кинооператор Андрей Москвин и его жена, кинорежиссёр Надежда Кошеверова.